# پیترو فیگلیولی
پیترو فیگلیولی (انگلیسی: Pietro Figlioli؛ زادهٔ ۲۹ مهٔ ۱۹۸۴) ورزشکار واترپلو اهل ایتالیا است.
وی در مسابقات کشوری و بین‌المللی در مجموع برندهٔ ۱ مدال طلا، ۱ مدال نقره، ۳ مدال برنز شده‌است.